# Sagittaria lichuanensis
Sagittaria lichuanensis là một loài thực vật có hoa trong họ Alismataceae. Loài này được J.K.Chen, X.Z.Sun & H.Q.Wang miêu tả khoa học đầu tiên năm 1984.